# Ataques del 31 de julio de 2024 en Durán
Los ataques del 31 de julio en Durán ocurrieron el 31 de julio de 2024 en el contexto del conflicto armado interno de Ecuador, en la ciudad homónima, provincia de Guayas. El incidente dejó ocho muertos y cinco heridos.

## Contexto
Durán es una de las principales ciudades disputadas por las pandillas ya que es parte del camino de la cocaína con destino a Europa y América del Norte. Debido a la violencia, el gobierno de Daniel Noboa el 17 de julio ordenó la militarización de todo el cantón del mismo nombre.
Por otro lado en octubre de 2023, la Comisión Interamericana de Derechos Humanos (CIDH) otorgó medidas cautelares al alcalde de Durán, Luis Chonillo y a su familia «tras considerar que se encuentran en una situación de gravedad y urgencia de riesgo a sus derechos en Ecuador».

## Masacre del 28 de Agosto
El suceso fue en la cooperativa 28 de Agosto, en la zona de El Recreo, al norte de la urbe.
Las víctimas se encontraban dentro de una casa, en una fiesta bebiendo alcohol, consumiendo drogas e incluso teniendo intimidad momentos antes del inicio del ataque, los victimarios llegaron vestidos de la policía ecuatoriana, ingresaron a la fuerza al sitio y abrieron fuego contra todo los presentes, para luego salir del lugar.
Todos los muertos eran hombres, y los heridos eran las mujeres presentes en el lugar.

## Atentado contra el alcalde
Ese mismo día en el centro de la ciudad, el equipo del alcalde Luis Chonillo fue atacado por una banda desconocida, siendo afectado fatalmente los policías de resguardo, y otra persona resultó herida. Chonillo logró escapar, al chocarse el auto con un camión.

## Investigaciones
Según las autoridades ecuatorianas con respecto a la masacre de 28 de Agosto, los asesinados eran miembros de Los Chone Killers, una banda oriunda del país, mientras que los asesinos eran de una célula-franquicia del Latin Kings.